# Andrej Hardzejew
Andrej Aleksandrovich Hardzejew (Wit-Russisch:Андрэй Александрович Гардзееў; Russisch:Андрей Гордеев, Andrej Hardjeev) (Mahiljow, 7 augustus 1973), ook wel bekend onder de namen; Andrej Hardsejeu, Andrei Gordejew of Andrey Gordeyev, is een Wit-Russische marathonloper.

## Loopbaan
In 2001 en 2002 won Hardzejew  de marathon van Hannover. In 2001 was zijn tijd 2:11.44, dat nog steeds geldt als parcoursrecord. In 2000 won hij bovendien de marathon van San Diego en in 2005 de marathon van Detroit en de marathon van Richmond.
Op de Olympische Spelen van 2008 in Peking moest hij de marathonwedstrijd voor de finish opgeven.
Met vijf tijden onder de 2:13 is hij na Vladimir Kotov de meest succesvolle marathonloper van Wit-Rusland.

## Titels
- Wit-Russisch kampioen 5000 m - 2006
- Wit-Russisch kampioen halve marathon - 2003

## Palmares

### 3000 m
- 2006:  Belarus Cup in Brest - 8.13,99

### 5000 m
- 2006:  Wit-Russische kamp. in Brest - 14.19,33

### 5 km
- 2004:  WBAL in Baltimore - 14.37

### 10 km
- 1997:  Memorial Winanda Osińskiego in Szczecinek -
- 1997: 5e Bieg Fiata in Bielsko Biala - 30.34
- 1998:  Memorial Winanda Osińskiego in Szczecinek -
- 1999: 4e Bieg Fiata in Bielsko Biala - 30.23
- 2000:  Memorial Winanda Osińskiego in Szczecinek -
- 2001:  Memorial Winanda Osińskiego in Szczecinek -
- 2002:  Bieg Fiata in Bielsko-Biala - 29.52
- 2006:  Bieg o Zloty Klos in Kolaczkowo - 31.48

### 15 km
- 1997:  Ciechanowska Pietnastka - 48.18
- 2004: 4e Mazowiecka Pietnastka in Minsk Mazowiecki - 47.32
- 2005:  Mazowiecka Pietnastka in Minsk Mazowiecki - 46.10
- 2007: 4e Jaworzno International - 47.18

### halve marathon
- 1999:  halve marathon van Krapkowice - 1:05.04
- 1999:  halve marathon van Zamosc - 1:06.25
- 2000: 79e halve marathon van Veracruz - 1:13.52
- 2001:  halve marathon van Wrzesnia - 1:03.46
- 2001: 5e halve marathon van Ossow - 1:08.25
- 2001: 77e WK in Bristol - 1:05.47
- 2002: 5e halve marathon van Wrzesnia - 1:05.56
- 2003:  Wit-Russische kamp. in Hajnowka - 1:04.37
- 2004:  halve marathon van Bukowa - 1:08.14
- 2007: 4e halve marathon van Skarzysko-Kamienna - 1:08.33
- 2008:  halve marathon van Unislaw - 1:08.23
- 2009:  halve marathon van Saint Wendel - 1:04.42,8
- 2010:  halve marathon van Ostroleka - 1:08.16
- 2010:  halve marathon van Hajnowka - 1:07.44

### 25 km
- 1997: 4e Bieg Uliczny in Krapkowice - 1:22.02

### marathon
- 1995:  marathon van Lêbork - 2:26.52
- 1996:  marathon van Szczytno - 2:26.17
- 1997: 5e marathon van Hannover - 2:17.20
- 1997:  marathon van Gdansk - 2:23.18
- 1997: 5e marathon van Istanboel - 2:18.42
- 1998: 4e marathon van Hannover - 2:17.29
- 1998:  marathon van Gdansk - 2:22.31
- 1998:  marathon van Graz - 2:14.28
- 1999: 4e marathon van Bordeaux - 2:13.59
- 1999: 51e WK - 2:33.09
- 1999: 15e marathon van Frankfurt - 2:19.19
- 2000:  marathon van Carlsbad - 2:18.21
- 2000: 10e marathon van Turijn - 2:12.54
- 2000: 4e marathon van Duluth - 2:15.26
- 2000: 4e marathon van Poznañ - 2:19.34
- 2000:  marathon van San Diego - 2:18.21
- 2001: 11e marathon van Tokio - 2:13.40
- 2001:  marathon van Hannover - 2:11.44
- 2001: 7e marathon van Reims - 2:21.31
- 2001:  marathon van Hofu - 2:12.44
- 2002:  marathon van Hannover - 2:11.57
- 2002:  marathon van Duluth - 2:12.43
- 2002: 6e marathon van Keulen - 2:14.06
- 2002: 19e marathon van Singapore - 2:37.18
- 2003: 12e marathon van Tokio - 2:17.40
- 2003:  marathon van Pittsburgh - 2:14.07
- 2003:  marathon van Duluth - 2:14.52
- 2003: 16e New York City Marathon - 2:18.48
- 2003:  marathon van Dallas - 2:23.2
- 2004: 5e marathon van Duluth - 2:21.25
- 2004:  marathon van Gdansk - 2:24.17
- 2004:  marathon van Akron - 2:22.20
- 2004:  marathon van Detroit - 2:19.52
- 2005: 6e marathon van Nashville - 2:18.37
- 2005: 6e marathon van Duluth - 2:15.54
- 2005: 5e marathon van Gdansk - 2:29.04
- 2005:  marathon van Detroit - 2:14.59
- 2005:  marathon van Richmond - 2:14.32
- 2006:  marathon van Krakow - 2:18.16
- 2006:  marathon van Gdansk - 2:28.37
- 2006:  marathon van Detroit - 2:18.26
- 2006: 4e marathon van Sacramento - 2:16.11
- 2007:  marathon van Tempe - 2:14.27
- 2007:  marathon van Lebork - 2:31.32
- 2007: 5e marathon van Warschau - 2:15.23
- 2007: 42e marathon van Istanboel - 2:27.16
- 2008: 6e marathon van Houston - 2:17.33
- 2008:  marathon van Krakau - 2:13.41
- 2008:  marathon van Minsk - 2:23.27
- 2008: 14e marathon van Gyeongju - 2:22.38
- 2008: DNF OS
- 2009: 5e marathon van Düsseldorf - 2:13.32
- 2009:  marathon van Torun - 2:17.31
- 2009: 4e marathon van Gdansk - 2:23.28
- 2009: 5e marathon van Odense - 2:22.44
- 2010: 5e marathon van Torun - 2:23.35
- 2010:  marathon van Gdansk - 2:30.13
- 2010:  marathon van Minsk - 2:25.04
- 200: 7e marathon van Poznan - 2:20.26
- 2011:  marathon van Riga - 2:18.19,1
- 2012: 25e marathon van Wenen - 2:32.21
- 2012: 20e marathon van Düsseldorf - 2:27.28